# Мртвица (Лопаре)
Мртвица је насељено мјесто у општини Лопаре, Република Српска, БиХ. Према прелиминарним подацима пописа становништва 2013. године, у насељеном мјесту Мртвица укупно је пописано 583 лица.
Овде се налазе Храстови у Мртвици.

## Географија
Мртвица је подмајевичко насеље. Од Лопара је удаљена око 16 километара.

## Култура
У насељу се налази храм Српске православне цркве посвећен Светом Пророку Илији. Градња храма је започета у прољеће 1990. и трајала је годину и по дана. Црква је освештана 6. октобра 1991. Поред цркве се налази споменик.

## Спорт
Насеље је сједиште фудбалског клуба Слобода који је основан 1976.

## Становништво
Према процјенама из 2012, у насељу живи око 600 становника.
| Националност       | 2013. | 1991. | 1981. | 1971. | 1961. |
| Срби               |       | 846   | 935   | 995   |       |
| Југословени        |       | 5     |       |       |       |
| остали и непознато |       | 3     | 1     | 9     |       |
| Укупно             | 583   | 854   | 936   | 1.004 | 906   |

| Демографија | Демографија | Демографија |
| Година      | Становника  | Становника  |
| ----------- | ----------- | ----------- |
| 1961.       | 906         |             |
| 1971.       | 1.004       |             |
| 1981.       | 936         |             |
| 1991.       | 854         |             |
| 2013.       | 583         |             |

## Презимена
- Зарић
- Исаиловић
- Логоњић
- Благојевић
- Стевановић
- Крстић
- Ристић
- Станић
- Марковић

Најзаступљеније славе у Мртвици су Никољдан, Јовањдан, Лазаревдан и Ђурђевдан.